# Chiomara
Chiomara (... – II secolo a.C.) fu una nobildonna galata, moglie di Orgiagone, capo tribù dei Tectosagi durante la guerra galata.

## Biografia
Durante la guerra galata, il generale romano Gneo Manlio Vulsone sconfisse la popolazione celtica e uno dei suoi centurioni fu messo a capo di un gruppo di prigionieri. Tra di loro c'era anche Chiomara, una donna che Tito Livio descrive come di grande bellezza. Il centurione violentò la donna dopo che costei aveva respinto le sue avances e poi, spinto dai sensi colpa, offrì ai Tectosagi la possibilità di riscattare la loro nobildonna.
Quando i galati si presentarono con il riscatto Chiomara diede loro l'ordine di decapitare il centurione mentre l'uomo contava l'oro: secondo Plutarco la donna segnalò il suo ordine sanguinario con un cenno del capo, mentre secondo Livio e Valerio Massimo diede esplicitamente l'ordine nella sua lingua. Chiomara portò la testa del suo stupratore a casa e la gettò ai piedi del marito, affermando che solo un uomo che ha avuto rapporti sessuali con lei potrà restare in vita. Si dice che lo storico Polibio l'abbia conosciuta a Sardi, dove Chiomara l'avrebbe colpito con il suo "buon senso ed intelligenza".

## Nella cultura successiva
Boccaccio la ricorda nel De mulieribus claris.